# Гвахіра (пустеля)
Гвахіра (ісп. Desierto de La Guajira) — піщана пустеля на крайній півночі Колумбії в департаменті Ла Гвахіра (ісп. La Guajira), у 610 км на північ від Боготи. Вкриває більшу частину півострову Гвахіра, включаючи територію Венесуели.
Займає територію площею 18 000 км².
Область має великі запаси вугілля, яке добувають в зоні, відомій під назвою Ель Серрехон (ісп. El Cerrejón).
В пустелі є національний природний парк Макуїра (ісп. El Parque Nacional Natural Macuira), він займає територію 25 000 гектарів на єдиному гірському хребті пустелі, висота якого становить від 0 до 450 метрів. Статус національного парк отримав у 1977 році.
Клімат спекотний із температурою приблизно 27 °C.